# アザワド

アザワド
ⴰⵣⴰⵓⴷ
أزواد
Azawad

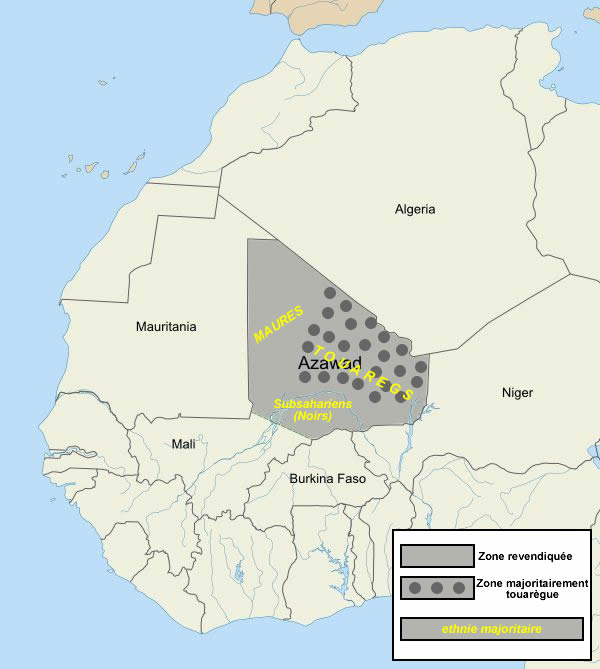
MNLAが主張するアザワドの位置。トゥアレグ族が主に住むのは濃い灰色の点の地域。西は主にムーア人、南は主にサハラ以南の人々が住んでいる。

アザワド（トゥアレグ語: ⴰⵣⴰⵓⴷ, アラビア語: أزواد, Azawad）は、マリ共和国北部の地域。反政府勢力アザワド解放民族運動(Azawad National Liberation Movement、MNLA)をはじめとしたグループが2012年初頭からの紛争でマリ軍をトゥアレグ族が主張する領土から駆逐した後に、一方的に独立宣言を行った地域である。ただし国際的な国家の承認は得られていない。MNLAはマリの地方行政区画のうちトンブクトゥ州、キダル州、ガオ州、モプティ州の一部から成っていると主張している。南西をマリ、南をブルキナファソ、北西から西にかけてをモーリタニア、北をアルジェリア、東から南東にかけてをニジェールに囲まれている。サハラ砂漠とサヘルをまたがった地域に位置する。ガオが最大の都市であり暫定首都である。
2012年4月6日にMNLAがウェブサイトで、アザワドがマリから「取り消すことのできない」独立を行ったとの声明を出した。独立運動事務局長のビラル・アグ・アチェリフは同日、ガオにて独立宣言に署名した。しかし、この宣言は未だ外国による承認を得ておらず、またMNLAが主張するアザワドにおける事実上の統治でさえ、マリ政府やMNLAとかつて共同戦線を組んでいたイスラム軍事組織アンサル・ディーンとは議論がある。
2012年5月26日にはMNLAとアンサル・ディーンが合同し、マリ北部にイスラム国家を建国することで合意したが後に両者の対立が鮮明となり、アンサル・ディーンはMNLAによるアザワド独立を却下。2012年6月27日のガオにおけるMNLAとアンサル・ディーン間の戦闘の結果、MNLAはガオより駆逐され、アンサル・ディーンはマリ共和国北部を支配下においたと宣言。アザワドは事実上崩壊した。

## 国名の由来
スコットランドの探検家ロバート・ブラウンによれば、アザワド(Azawad)とはベルベル語の単語"Azawagh"がアラビア語風に訛ったものであり、元々はニジェール西側、マリ北側、そしてアルジェリアの南側に広がる乾燥した河川地域のことをさす。この名前が「移牧の土地」と翻訳された。

## 歴史

### ガオ帝国、マリ帝国とソンガイ帝国
ガオ帝国は都市ガオに由来する。9世紀の時点で西アフリカ最強の国家と考えられている。
1324年にマンサ・ムーサがメッカ巡礼から戻り（この巡礼は有名なものとなった）、トンブクトゥを平和的に併合するなどして、14世紀初期には地域の南部がマリ帝国の支配下となる。
15世紀前半にはマリ帝国の勢力が徐々に衰えていき、トンブクトゥ周辺は相対的に自立していくことになるが、依然としてトゥアレグが支配的地位にあった。しかし30年後、ソンガイ帝国がガオにその勢力を拡大し、1468年から1469年にかけてトンブクトゥとその周辺地域を吸収した。以降、スンニ・アリ (1468年-1492年)、スンニ・バル (1492年-1493年)、アスキア・ムハンマド1世 (1493年-1528年)によって統治された。スンニ・アリ・バーは征服後、トンブクトゥを非情に扱い対立するが、アスキア・ムハンマド1世は効率的な中央・地方行政を確立し、商業中心地が繁栄するために十分な行動の自由を与えたことで、ソンガイ帝国とトンブクトゥ両方にとっての黄金時代を築いた。帝国はガオを首都とし、トンブクトゥは比較的自立した立場を享受する。ガダミス、アウジラ、その他北アフリカの非常に多くの都市から、タガザのサハラの塩、北アフリカの服や馬を金や奴隷と交換するために商人が集まった。アスキア王朝は次第に内部の争いにより衰えていき、王朝による統治は1591年まで続いた。

### モロッコの遠征
ガオのすぐ北の村において発生したトンディビの会戦でソンガイ帝国は敗北を喫し、都市は1591年5月30日にモロッコを統治していたサアド朝のアフマド・マンスール・ザハビーによって派遣され、金鉱を探し求めていたジュダ・パシャに率いられた傭兵と奴隷によって占領された。彼らはアルマ人と呼ばれた。ガオが奪われたことは地域大国としてのソンガイ帝国の終わりを象徴する出来事となった。続く時代では経済的にも知的にも衰退していく。増加しつつあった大西洋貿易のルートを使ってトンブクトゥのアフリカ人奴隷、指導者や学者たちが移動していったことにより、ガオやトンブクトゥの貿易、学術的な中心としての役割が薄れていったのである。モロッコは最初のうちこそトンブクトゥとの間の交易ルートを統制していたが、やがてアルマ人との結びつきを断ち、このため多くのトンブクトゥのパシャたちによる支配は弱まっていった。トゥアレグは1737年より一時的に統治を行なう。以降、18世紀中はバンバラ族やクンタ氏族など、トゥアレグのいくつかの種族が短い期間、統治もしくは占領を行った。この期間、ソンガイと混血したパシャたちの影響力は完全に消えることはなかった。

### フランス統治下
ヨーロッパ列強がベルリン会議においてアフリカ分割の原則を確認し合い、その結果、西経14度とチャド南西ミルトーの間、かつニジェールのセイからバロウラを結んだラインを南の限界とした部分がフランスの領土となった。アザワドは名目上フランスの領土となったが、ベルリン会議においては「有効性の原理」(principle of effectivity) が確認され、フランスに対しては割り当てられた地域において実際に権力を保持するよう要求された。例えば、植民地の地元の首長と協定を結び、政権を樹立してこの地域を経済的に活用することによって、前掲の領有権主張は決定的なものとなるのである。1893年12月15日、既に最盛期から長い時間が経っていたトンブクトゥはガストン・ボワトー中尉率いるフランス人兵士グループによって併合された。これによりフランスの植民地であるフランス領スーダン（1890年-1902年）の一部となる。フランス統治下で植民地は再編され、何度か名前が変わった。1899年にはフランス領スーダンは更に細かく分割され、アザワドはオート・セネガル・モエ・ニジェール（Haut-Sénégal et Moyen Niger - 『セネガル上部と中部ニジェール』、1899年-1902年）の一部となった。1902年にはセネガンビア・ニジェール（仏: Sénégambie et Niger、1902年-1904年）となり、1904年にはオート・セネガル・ニジェール（仏: Haut-Sénégal et Niger、1904年-1920年）と再改称。この名前は1920年に再びフランス領スーダン（1920年-1958年）の名前に戻るまで使われた。

### マリ統治下

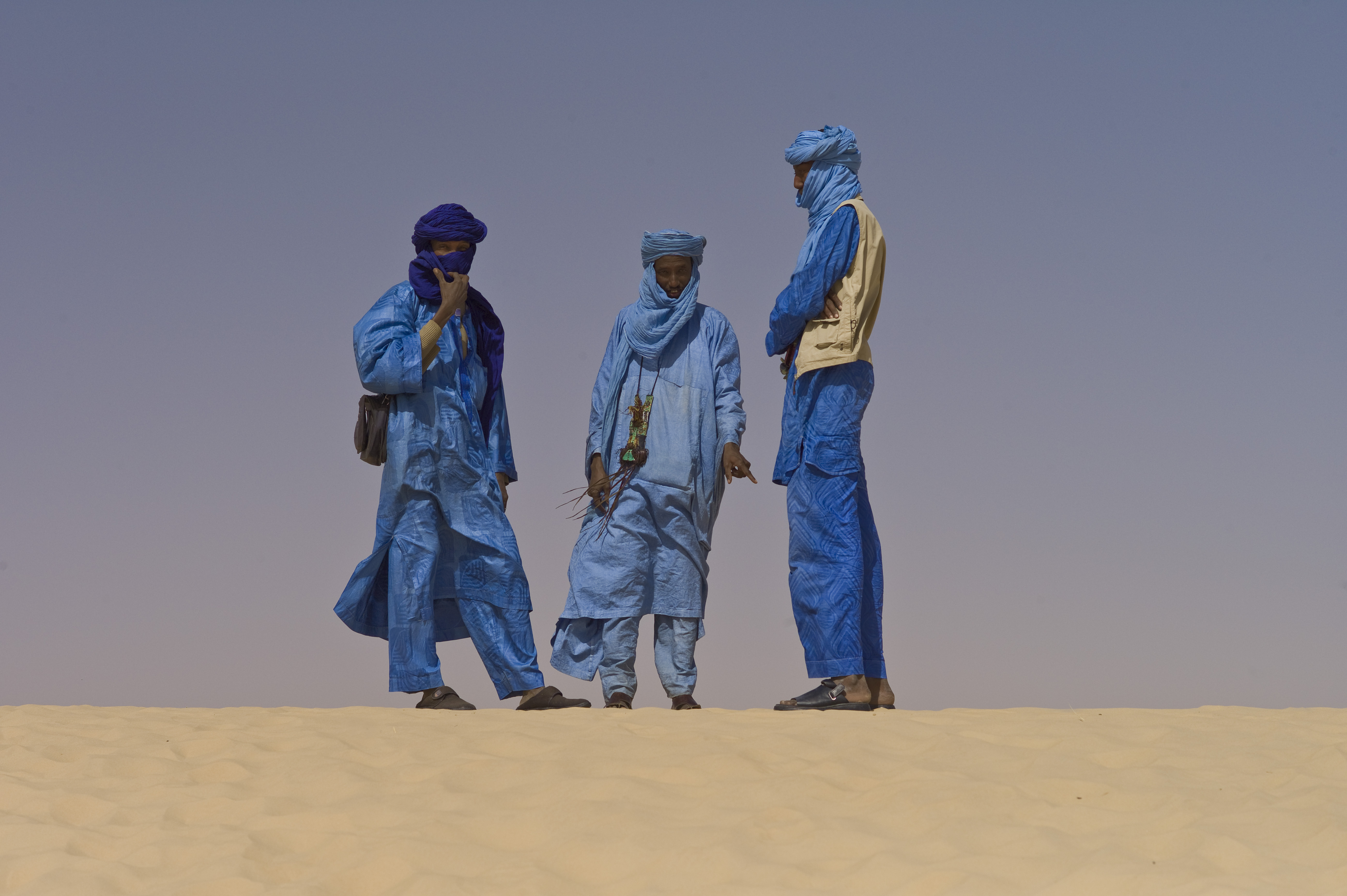
2012年1月、トンブクトゥで開催された音楽祭砂漠フェスティバルに参加するトゥアレグ族の人たち。この直後、MNLAが反政府運動を開始した

1958年、フランス領スーダンはフランス共同体の中で自治国スーダン（1958年-1959年）となり、マリ連邦（1959年-1960年）を経て、1960年にフランスよりマリ共和国として独立した。しかし、アザワド地域ではマリ統治に対する抵抗運動がたびたび起こっており、主要なものとしては次の4つが挙げられる。第1次トゥアレグ抵抗運動 (1962年-1964年)、1990年から1995年にかけての抵抗運動、2007年から2009年にかけての抵抗運動、そして2012年にアザワド解放民族運動 (MNLA)とアンサル・ディーンによって起こった抵抗運動である。
21世紀初頭、この地域は略奪や麻薬の密輸によって悪評が高くなる。この地域には石油やウランを含む鉱物資源を潜在的に存在していると報告された。2012年1月17日、MNLAはマリ政府に対する反乱の開始を宣言、「バマコ（マリの首都）がこの地域を別個の存在と認めない限り継続する」とした。2012年3月、MNLAとアンサル・ディーンはキダルやガオの州都を政府軍の軍事基地も含めて占領。4月1日、トンブクトゥは占領された。4月1日のトンブクトゥの奪取後、MNLAはアザワド独立を主張する領土のほとんどを実効支配した。この時、MNLAは声明で、外国にいる全てのアザワド人に対し、故郷に戻り新国家建設に参加するよう招聘した。

### 一方的な独立宣言
2012年4月6日にMNLAはアザワドの独立を宣言し、これを民主主義国家とするための憲法案を作成することを誓約した。声明の中で国際連合憲章を受け入れ、新国家はその原理原則を支持すると述べている。
MNLAのスポークスマンはFrance 24のインタビューに応じ、その中でアザワドの独立を宣言した。
| 「                                                         | マリ共和国は無政府状態の国家である。ゆえに我々は、我々の領土を守ることができる軍隊、並びに民主主義制度を形作ることのできる事務組織に参加させるために、民族解放運動を集めた。我々は本日、この日からアザワドの独立を宣言する。 | 」 |
| —Moussa Ag Assarid、MNLAスポークスマン（2012年4月6日より） | |    |

またこのインタビューでは、アザワドが「アザワドと隣人を分割する、植民地的な国境をすべて尊重する」と約束し、またアザワド独立宣言は「国際法的にも正当なものだ」としつこく主張した。
いかなる国家、また国際機関も未だアザワドを国家として承認していない。アフリカ連合はMNLAによる独立宣言を「どんなものであれ、空っぽであり、何の価値もない」として即時に拒絶した。フランス外務大臣はマリからの一方的な分離を認めないものの、「長い間、十分かつ必要な返答を得られてこなかった北トゥアレグの人たちの要求」に対処するようバマコとガオとの間の交渉を促した。アメリカ合衆国も独立宣言を拒絶している。日本国外務省は独立宣言を非難し、アフリカ連合を支持する立場をとっている。
MNLAは最大で3000人程度の兵士を有していると推測されている。西アフリカ諸国経済共同体(ECOWAS)はマリ南部の治安回復、また反政府勢力の封じ込めを目的として3000人の兵士を用意し介入する準備を行なった。フランス政府はこの後方支援の準備を命じた。
2012年5月26日にはMNLAとアンサル・ディーンが合同し、マリ北部にイスラム国家を建国することで合意した。しかし、後にMNLAはこの合意協定を取り下げ、アンサル・ディーンからも距離を置くことを決定したとされている。アンサル・ディーンは後にMNLAによるアザワド独立を却下した。MNLAとアンサル・ディーンは衝突し、6月27日のガオにおける戦闘で対立は最高潮に達した。この戦闘の結果、MNLAの司令官を含む兵士22人が死亡し、アンサル・ディーンとイスラム武装勢力西アフリカ統一聖戦運動(MOJWA)はガオを陥落させ、MNLAは駆逐された。後日、アンサル・ディーンはトンブクトゥ、キダルも支配下においたと宣言し、これによりマリ北部3大都市全てを手中に収めた。アンサル・ディーンはその後もMNLAの陣地に対する攻撃を継続し、2012年7月12日までにMNLA最後の拠点アンソンゴが陥落。アザワドは事実上崩壊した。

## 地理
局地気候は砂漠気候もしくはステップ気候である。ロイターは地形について「領土のほとんどは荒れ果てたサハラ砂漠であり、岩、砂丘、そしてトラックが方向転換した時に出たホコリしかない」と報じている。いくつかのアザワドの定義では、北部ニジェールと南部アルジェリアなど南北に領域が含まれるが、MNLAは独立宣言でこれら隣接地の領有権までをも主張することはできなかった。

## 政治

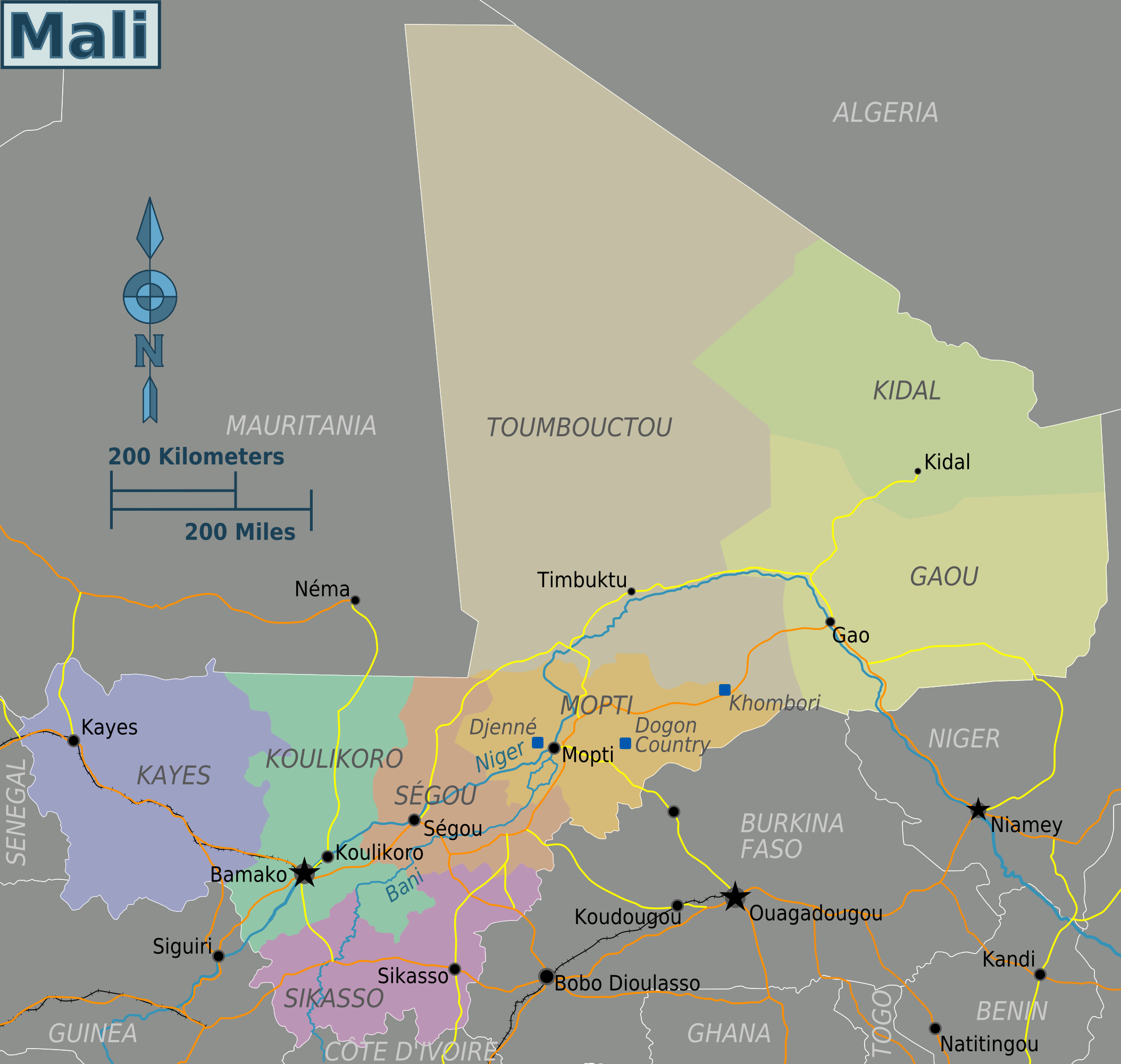
アザワドはガオ州、キダル州、そしてトンブクトゥの全部とモプティ州の北東部分にあたる地域から成り立つ。いずれも国際的にはマリ共和国の一部であると認められている。

MNLAは独立宣言の中で、国家の最初の政治制度について述べている。それは次から成り立っている。
- 執行委員会（代表：マフムード・アグ・ガーリ）
- 革命評議会（代表：アブデルクリム・アグ・タハール）
- 諮問機関（代表：マハメッド・アグ・タハドー）
- 解放軍幕僚会議（代表：モハメド・アグ・ナジム）

アザワドはマリの一部であったため中央政府を持っておらず、またアザワド独立宣言の中でMNLAは「地域権限の確立」を成し遂げるまでは国家全体を統制する責任を持つと主張しているが、しかしアンサル・ディーン、西アフリカ統一聖戦運動、そしてイスラーム・マグリブのアル＝カーイダ機構(AQIM)といった敵対する武装勢力の存在を、傘下のイスラム主義兵士も含めて受け入れている。
MNLAはアザワドを民主主義国家にするための憲法草案を作るとしているが、しかし未だに本格政権を樹立していない。メインの政府庁舎はMNLAによって「アザワド宮殿」と呼ばれており、これはガオ中心部にある、2012年の反乱の前はガオ州知事の官邸であった建物であり、現在は極度に警備されている。
軍事組織アンサル・ディーンはMNLAによって出された独立宣言を、発表から数時間後に拒否している。アンサル・ディーンはイスラム教のシャリーアに基づく法律をマリ共和国全土に確立させることを誓った。
王立国際問題研究所のアフリカの専門家によれば、マリは「決定的に分割された」というわけではない。ソンガイやフラニ族のような、マリ北部の人口の大半を構成するサハラ以南の人々は、自分たちはマリ人であり、分割されたトゥアレグ主導の国家には興味がないと考えるであろうとしている。独立宣言が行われたその日、200人の北部マリ人がバマコにて集会を開き、分割に対する拒否と反乱軍を追い出すために戦うことに意欲を示した。

### 行政区分
MNLAによって主張されているアザワドは、マリ共和国の地方行政区画のうちガオ州、トンブクトゥ州、キダル州、そしてモプティ州の北東部、面積にして約半分の領域を含んでいる。そしてトンブクトゥ、ガオ、そしてキダルといった重要都市も含んでいる。

## 人口

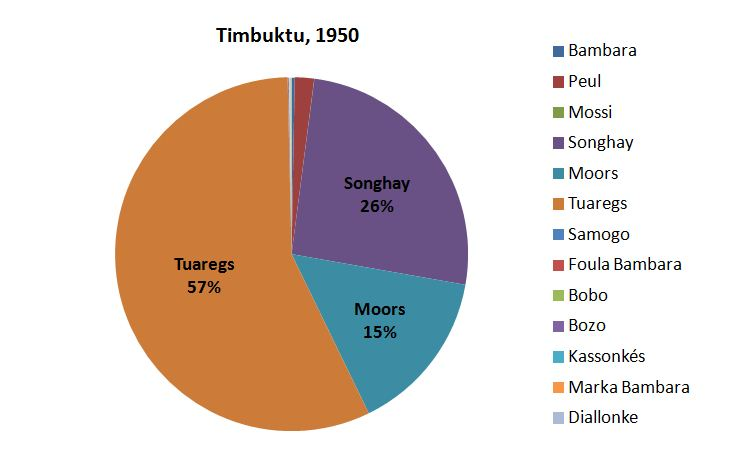
トンブクトゥにおける1950年の国勢調査結果

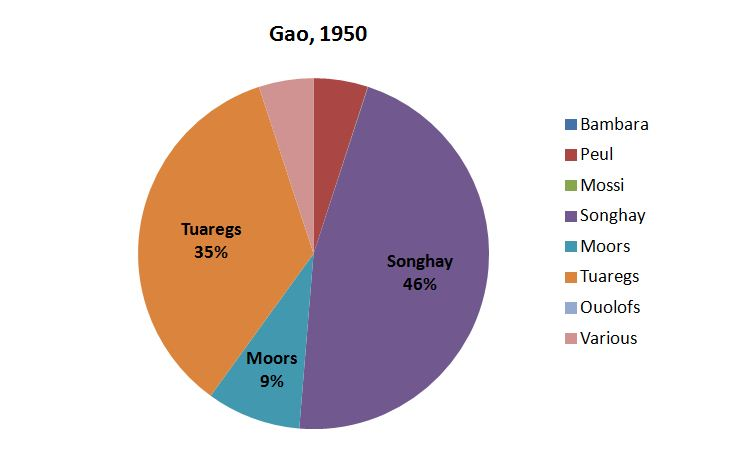
ガオにおける1950年の国勢調査結果

マリ北部の人口密度は1平方キロメートル当たり1.5人である。アザワドと主張されているマリ国内の地域のリストを以下に掲載した。人口統計はアザワド独立宣言が発表される前に行われた、マリにおける2009年の国勢調査に基づいている。
| 地域名           | 面積 (km2) | 人口    |
| ---------------- | ---------- | ------- |
| ガオ州           | 170,572    | 544,120 |
| キダル州         | 151,430    | 67,638  |
| トンブクトゥ州   | 497,926    | 681,691 |
| モプティ州北東部 | 不明       | 不明    |

### 民族
この地域には伝統的にトゥアレグ族、ムーア人、ソンガイ族、そしてフラニ族が住んでいる。1950年の国勢調査では、遊牧民（ソンガイ族、ムーア人、トゥアレグ族）が住民の95％を占めていた。
キダル、ガオ、トンブクトゥは多くのバンバラ族が住んでおり、主に1960年代以降に定住した。

### 言語
アザワドでは言語としてトゥアレグ語、アラビア語、フラニ語、そしてソンガイ語が使用されている。反乱以前はバンバラ語が徐々に増加しつつあったが、主要言語とはなっていなかった。

### 宗教
ほとんどはスンナ派のムスリムもしくはスーフィズム信仰である。

## 追加参考文献
- Dubois, Felix; White, Diana (trans.) (1896). Timbuctoo the mysterious. New York: Longmans
- Fage, J. D. (1956). An Introduction to the History of West Africa. London: Cambridge University Press. pp. 22
- Hacquard, Augustin (1900). Monographie de Tombouctou. Paris: Société des études coloniales & maritimes.. Also available from Gallica.
- Hunwick, J. O. (2000). “Timbuktu”. Encyclopaedia of Islam. Volume X (2nd ed.). Leiden: Brill. pp. 508-510. ISBN 90-04-11211-1.
- Hunwick, John O. (2003). Timbuktu and the Songhay Empire: Al-Sadi's Tarikh al-Sudan down to 1613 and other contemporary documents. Leiden: Brill. ISSN 0585-6914 First published in 1999 as ISBN 90-04-11207-3.
- Imperato, Pascal James (1989). Mali: A Search for Direction. Westview Press. ISBN 1-85521-049-5
- Kaba, Lansine (1981). “Archers, Musketeers, and Mosquitoes: The Moroccan Invasion of the Sudan and the Songhay Resistance (1591-1612)”. Journal of African History 22 (4):  457-475. doi:10.1017/S0021853700019861. JSTOR 181298. PMID 11632225. Link requires subscription to Jstor.
- Kirkby, Coel; Murray, Christina (2010). “Elusive Autonomy in Sub-Saharan Africa”. In Weller, Marc; Nobbs, Katherine. Asymmetric Autonomy and the Settlement of Ethnic Conflicts. Philadelphia: University of Pennsylvania Press. pp. 97-120. ISBN 9780812242300
- Saad, Elias N. (1983). Social History of Timbuktu: The Role of Muslim Scholars and Notables 1400-1900. Cambridge University Press. ISBN 0-521-24603-2